# Eugeniusz Miklas
Eugeniusz Miklas (ur. 14 stycznia 1946) – polski lekkoatleta specjalizujący się w skoku o tyczce.
W 1964 zdobył srebrny medal rozegranych w Warszawie europejskich igrzysk juniorów. Rok później jedyny raz w swojej karierze uplasował się w czołowej "8" mistrzostw kraju w kategorii seniorów – zdobył srebrny medal reprezentując barwy Spójni Gdańsk.